# 俺たちフィギュアスケーター
『俺たちフィギュアスケーター 』（原題：Blades of Glory） は、2007年公開のアメリカ合衆国の映画。全米初登場1位で、興行収入も1億ドルを超える。
フィギュアスケート界から追放された2人のスケーターが史上初の男子ペアを結成し、再び栄光を取り戻すスポ根コメディ。現役選手のほか、引退した選手も出演する。
全米選手権とワールドウィンタースポーツゲームズの撮影はロサンゼルス・メモリアル・スポーツ・アリーナで、追跡するシーンはモントリオールで撮影された。撮影中にジョン・ヘダーがけがをしたため、制作が多少遅れた。

## あらすじ
フィギュアスケート世界選手権シングル部門決勝。幼い頃に才能を見込まれ、養父から英才教育を受けてきた美青年ジミーと、アダルトかつ破天荒なパフォーマンスで観客を沸かせるチャズは、共にスター選手であり実力は互角なものの犬猿の仲であった。同点1位を獲得した2人は表彰式で互いの不満が遂に爆発、乱闘騒ぎを起こし、協会から金メダルの剥奪と参加部門からの永久追放処分を受けてしまう。
それから3年半後、ジミーは養父から縁を切られてスケート用品店で、チャズはアイスショーで働いていた。ある日ジミーの店に、彼を長年ストーキングしているヘクターが訪れる。適当に相手をしていたジミーだったが、ヘクターは協会のルールブックを開きながら、ジミーにフィギュアスケートへの復帰を促す。そこには「追放された部門には復帰できない」と言う一文があったが、これは逆に言えば、追放されていない部門、つまり「ペア部門」には参加できる事を意味していた。フィギュアに未練が残っていたジミーは、すぐさま復帰するべく、かつて世話になっていたコーチに特訓を持ちかける。しかし、ペアの申し込み期限まではあまりに短く、そもそもペアの相手がまだ見つかっていないと言う理由で特訓を断られる。それでも諦められないジミーは、チャズのいるアイスショーの楽屋へ相手探しに向かう。そこで酒に酔った勢いでショーを台無しにし、クビにされたばかりのチャズと再会。またしても乱闘騒ぎを起こし、その模様がニュースで放映されてしまう。偶然そのニュースを見ていたコーチは二人の動きにペアとしての可能性を感じとり、特訓させることを決意。かくして、前代未聞のフィギュアスケート男子ペアがここに誕生する。ゲイと揶揄されつつも、二人が元スターと言う話題性もあって世間の大注目を浴びることに。最初こそいがみ合っていた二人だったが、特訓を重ねるうちに次第にお互いを認めるようになっていく。
一方その頃、ペア部門でトップ街道を突き進むウォルデンバーグ兄妹にとっては彼らの注目が面白くなく、末っ子のケイティを使って妨害工作を企む。

## キャスト
| 役名                                       | 俳優                   | 日本語吹替 |
| ------------------------------------------ | ---------------------- | ---------- |
| チャズ・マイケル・マイケルズ               | ウィル・フェレル       | 楠大典     |
| ジミー・マッケルロイ                       | ジョン・ヘダー         | 阪口周平   |
| ストランツ・ヴァン・ウォルデンバーグ       | ウィル・アーネット     | 檀臣幸     |
| フェアチャイルド・ヴァン・ウォルデンバーグ | エイミー・ポーラー     | 外村晶子   |
| コーチ                                     | クレイグ・T・ネルソン  | 有本欽隆   |
| ケイティ・ヴァン・ウォルデンバーグ         | ジェナ・フィッシャー   | 甲斐田裕子 |
| ダレン・マッケルロイ                       | ウィリアム・フィクナー | 仲野裕     |
| ジェシー                                   | ロマニー・マルコ       |            |
| ヘクター                                   | ニック・スウォードソン | 遠藤純一   |
| ブライス                                   | ロブ・コードリー       |            |
| セックス・カウンセラー                     | ルーク・ウィルソン     |            |

実際のスケート選手（本人役）
- サラ・カワハラ（Sarah Kawahara）
- リサ＝マリー・アレン
- サーシャ・コーエン
- スコット・ハミルトン
- ペギー・フレミング
- ブライアン・ボイタノ
- ドロシー・ハミル
- ナンシー・ケリガン
- チャド・ブレナン（Chad Brennan）
- イーサン・バージェス（Ethan Burgess）
- パトリック・ハンコック（Patrick Hancock）
- ティファニー・スコット
- トッド・サンド
- ジョン・ジマーマン
- 伊奈恭子
- 佐藤有香
- ジェイミー・サレー
- デヴィッド・ペルティエ
- ベンジャミン・C・オバーマン（Benjamin C. Oberman）
- ジョナソン・デパス（Jonathon DePaz）
- ジュディ・ブラームバーグ（Judy Blumberg）
- スーザン・オースティン（Susan Austin）
- ドーン・ポーター（Dawn Porter）
- ジュリー・ブロール（Julie Brault）
- マット・エヴァース（Matt Evers）

## 興行収入
3月30日にこの映画は北米 3,372カ所の劇場で公開され、公開週末の映画興行収入高は、33,014,202ドルで、これは1劇場あたり9,790ドルの興行収入になる。その結果、この映画は、それまで興行収入高1位だったディズニー映画『ルイスと未来泥棒』からその座を奪った。公開2週目での観客数は32%減少したものの、この映画は1位の座を守り切った。全世界におけるこの映画の興行収入は145,708,642ドルで、うち118,245,842ドルは北アメリカ内、残りの26,264,403ドルは北アメリカ外での興行収入である。